# Ragnar Kinzelbach
Ragnar Kinzelbach (* 12. April 1941 in Germersheim) ist Professor emeritus für Biologie und Ökologie an der Universität Rostock.

## Leben
Kinzelbach wurde 1941 in Germersheim geboren. 1960 machte er sein Abitur in Speyer. Nach dem Studium von Zoologie, Botanik, Chemie, Geologie, Philosophie und Pädagogik promovierte er 1967 in Mainz; die Habilitation folgte 1971. Es folgten wissenschaftliche Stationen in Los Angeles, Washington, Napoli und Tübingen. Von 1992 bis 1994 war er Direktor des Zoologischen Instituts des Fachbereichs Biologie an der TH Darmstadt. Danach wechselte er an die Universität Rostock.
Von 2000 bis 2002 war er Präsident der Gesellschaft für Biologische Systematik, von 2009 bis 2011 Vorsitzender der Deutschen Gesellschaft für Geschichte und Theorie der Biologie. Von 2000 bis 2004 baute er am Institut für Biodiversitätsforschung Rostock Deutschlands größte Neozoen-Datenbank auf.
Seit 2006 befindet er sich im Ruhestand.

## Schriften
- Das Buch vom Pfeilstorch. Basilisken-Presse, 2005, ISBN 3-925347-78-X.